# جائزة التشيك الكبرى للدراجات النارية 1995
جائزة التشيك الكبرى للدراجات النارية 1995 هو سباق دراجات نارية أقيم بتاريخ 20 أغسطس 1995 في حلبة برنو. كان الجولة العاشرة من أصل 13 في سباق الجائزة الكبرى للدراجات النارية موسم 1995. فاز لوكا كادالورا بفئة الموتو جي بي بينما جاء ميك دوهان في المركز الثاني وحصل على المركز الثالث داريل بيتي.

## وصلات خارجية
- الموقع الرسمي